# Via da Prata

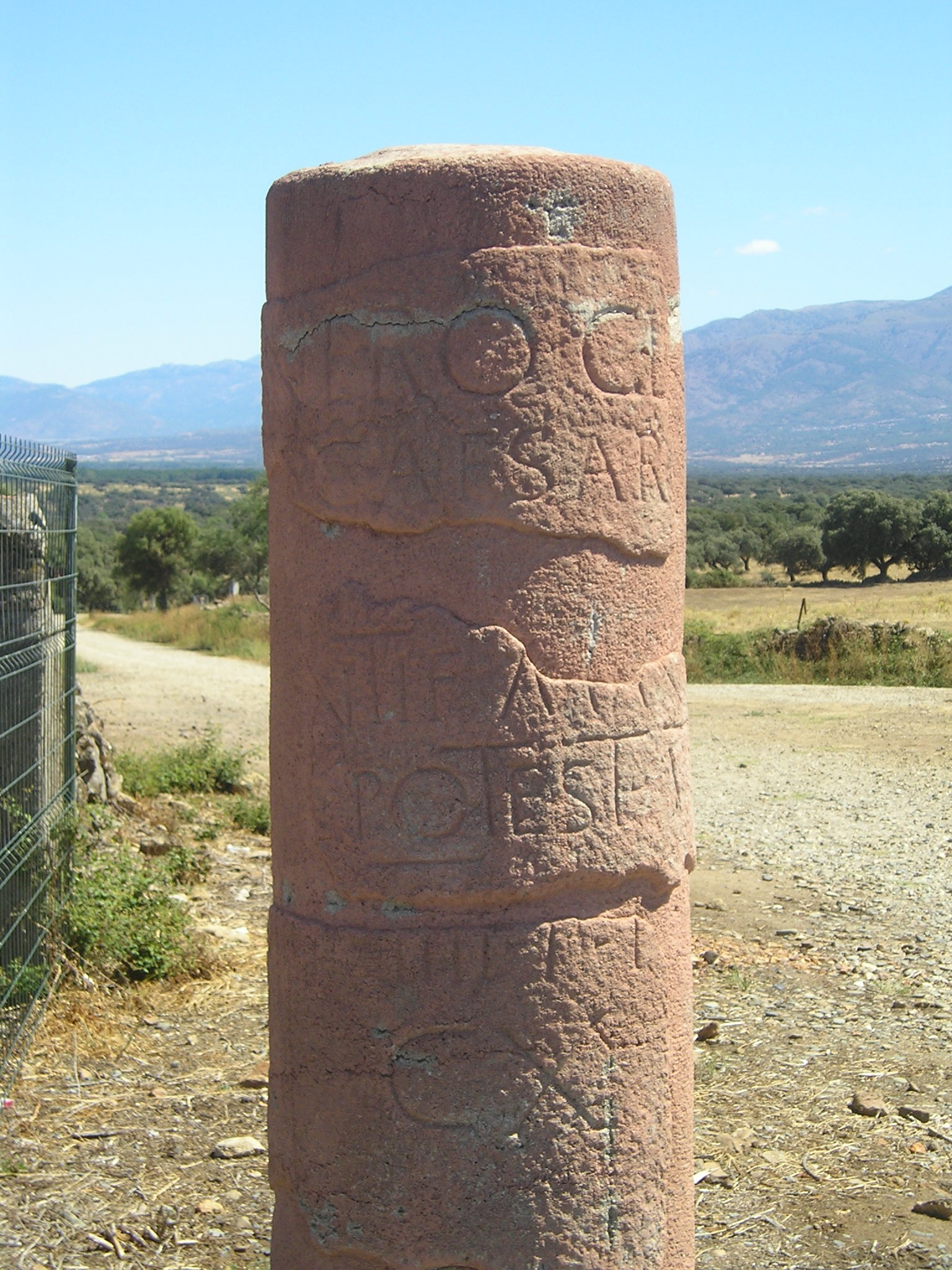
Miliário de Nerón, no curso da Via da Prata, no município Cáparra, ao Norte de Cáceres.

Via da Prata é um antigo caminho comercial que atravessa o oeste de Espanha de Norte a Sul, partindo de Mérida até Astorga. Actualmente, a Via da Prata é uma das principais vias de comunicação do ocidente espanhol e, com o nome de Rota da Prata, denominação erroneamente aplicada no contexto da Via histórica, une as cidades de Gijón e Sevilha através da estrada N-630 ou, actualmente em processo de construção (ou projecto, em vários troços), a auto-estrada (em alguns troços) A-66.

## Origem
A origem histórica da Via da Prata é incerta. Do período denominado proto-história, coincidindo em boa parte com o momento em que conhece a presença no Sul peninsular do núcleo cultural de Tartessos, já se tem notícias, confirmadas por diversos achados arqueológicos, da existência de contactos comerciais com o oeste hispânico por meio de uma via comercial, então denominada Via do Estanho, pois por ela circulava boa parte deste mineral na Península Ibérica. Esta denominação manteve-se, e foi usada com frequência nos séculos seguintes, convertendo-se, até à denominação romana, numa das principais vias de comunicação dos povos ibéricos, juntamente com a denominada Via Heracleia (à época romana inicialmente denominada Via Hercúlea e, mais tarde, Via Augusta), que percorria todo o Levante desde Cádis, para penetrar, por meio de troços pirenaicos, no continente europeu.
Durante a época romana, a Via do Estanho manteve-se como eixo fundamental de comunicações tanto durante a conquista (foi o caminho de acesso desde a Bética, rapidamente conquistada, em direcção ao Norte, onde estavam instalados povos indoeuropeus, como os Galaicos, ástures, Váceos, etc., e ao Oeste) como na época imperial. Várias fontes, entre elas o Itinerário de Antonino, descrevem o percurso da mesma, que partiria de Emerita Augusta, actual Mérida, capital da Lusitânia, para atingir Astúrica Augusta, actual Astorga, capital do Convento dos ástures (conventus Asturum) e uma das principais cidades, inicialmente da Tarraconense e, na sequência da sua criação, da Galécia. Pelo seu percurso atravessa diversos núcleos populacionais, como Norba Cesarina, actual Cáceres; Salmântica, actual Salamanca, ou Brigécio, actual Benavente. Não obstante, e como se torna evidente, nenhum caminho era feito ao acaso: a Via da Prata tinha um percurso concreto, os caminhos prolongavam-se até outros núcleos nas proximidades; entre eles destaca-se Híspalis, actual Sevilha.
A Via da Prata, apesar de tudo, nunca foi um caminho de circulação de comércio de prata. Esta denominação deve-se, como em outras ocasiões, a uma evolução - confusão fonética. À época muçulmana, a esta antiga Via do Estanho, se deu a denominação Via alblata, que por sua vez procedia da expressão Via delapidata (calcetada) como se pronunciava em latim tardio, e cujo pronunciação recordava o apreciado metal. Consequentemente, estes começaram a referi-la como Via da Prata. Desta forma, conforme a reconquista cristã avançava, a Via da Prata, como itinerário básico da geografia hispânica (pela própria configuração desta) começou a servir também como caminho de peregrinação em direcção a Santiago de Compostela, uso que se mantém hoje em dia, e manteve-se como via básica de trânsito durante a sua História.